# Moralane
Moralane è un villaggio del Botswana situato nel distretto Centrale, sottodistretto di Mahalapye. Il villaggio, secondo il censimento del 2011, conta 866 abitanti.

## Località
Nel territorio del villaggio sono presenti le seguenti 3 località:
- Deneejenaa,
- Moralane Lands di 87 abitanti,
- Tsumpane di 17 abitanti